# Perlep
Perlep (szlovákul: Prílepy; németül: Landshof) Aranyosmarót városrésze, egykor önálló község Szlovákiában, a Nyitrai kerület Aranyosmaróti járásában.

## Fekvése
Aranyosmarót központjától 3 km-re délkeletre fekszik.

## Története
1354-ben említik először. Nagytapolcsányi nemesek birtoka, később az esztergomi érsekség, a Forgách család, a lévai váruradalom, a Bercsényi család és mások birtoka volt. 1634-ben a töröknek fizetett adót. 1536-ban 7 adózó portája volt. 1601-ben 10 ház állt a településen. 1720-ban 10 volt az adózó háztartások száma. 1828-ban 40 házában 258 lakos élt. A 19. században papírgyára épült.
Vályi András szerint „PERLEP. Prilepe. Tót falu Bars Vármegyében, földes Urai külömbféle Uraságok, lakosai katolikusok, fekszik Kis Apátihoz nem meszsze, mellynek filiája; papirosmalma is vagyon, határjának földgye, réttye, legelője tágas, fája van tűzre, káposztás, és gyümöltsös kertyei jók, piatzozása közel, második osztálybéli.”
Fényes Elek szerint „Perlep (Prilepe), tót falu, Bars vmegyében, Ar.-Maróthoz 3/4 mfd., 221 kath. lak. Van jó szántófölde és rétje: vizimalma, erdeje, gyümölcsös kertjei; papiros-malma. – A dolinai puszta ide tartozik. F. u. többen. Ut. p. Verebély.”
1920 előtt Bars vármegye Aranyosmaróti járásához tartozott. 1960-ban csatolták Aranyosmaróthoz.

## Népessége
1880-ban 284 lakosából 235 szlovák, 24 magyar, 11 német anyanyelvű és 14 csecsemő.
1890-ben 252 lakosából 224 szlovák, 16 magyar, 11 német és 1 egyéb anyanyelvű volt.
1900-ban 308 lakosából 283 szlovák, 14 magyar és 11 német anyanyelvű volt.
1910-ben 340 lakosából 292 szlovák, 47 magyar és 1 német anyanyelvű volt.
2001-ben 464 lakosa volt.